# Stadtbahn Jerusalem
Die Stadtbahn Jerusalem (hebräisch הַרַכֶּבֶת הַקַּלָּה בִּירוּשְׁלִים HaRakkevet haQallah b-Īrūschalajim, englisch Jerusalem Light Rail Transit) ist eine von den Unternehmen Alstom und Connex erbaute und am 19. August 2011 eröffnete Straßenbahn in Jerusalem. Als erster Abschnitt des langfristig mit drei Stammstrecken geplanten Netzes wurde ein 13,8 Kilometer langer Abschnitt (L1, genannt HaQaw haʾAdom, die rote Linie) zwischen Pisgat Seʾev im Norden Jerusalems und dem Herzlberg im Südwesten der Stadt mit 23 Haltestellen errichtet. Diese erste Strecke wird von der Linie L1, genannt HaQaw haʾAdom (die rote Linie) bedient. Verlängerungen nach Neweh Jaʿaqov im Norden und ʿEin Kerem/Hadassa im Südwesten wurden am 27. Februar 2025 eröffnet. Seitdem liegt die Streckenlänge bei 21,5 Kilometern und es gibt 36 Haltestellen. Als Wahrzeichen der Strecke gilt die vom spanischen Architekten Santiago Calatrava erbaute 118 Meter hohe Calatrava-Brücke. Diese Hängebrücke, genannt Weiße Harfe, wurde bereits am 25. Juni 2008 eingeweiht und ist für die Straßenbahn und Fußgänger reserviert. Aufgrund der Einbindung von jüdisch besiedelten Stadtteilen im seit 1967 von Israel besetzten Ostteil Jerusalems ist das Projekt politisch umstritten und Gegenstand palästinensischer Boykottaufrufe. Die zweite Stammstrecke, genannt HaQaw haJaroq (die grüne Linie) ist (Stand März 2025) in Bau. Die dritte geplante Stammstrecke wird HaQaw haKachol (die blaue Linie) genannt. Die blaue Linie, eine Nord-Süd-Verbindung mit zwei Ästen von Ramot bzw. Ramat Eschkol nach Gilo, soll im Endausbau 53 Haltestellen auf einer 31 Kilometer langen Strecke umfassen. Ihre Eröffnung ist (Stand März 2025) nicht vor 2030 zu erwarten. Die Straßenbahn ist die erste des Landes und war bis zur Eröffnung der ersten Linie von Danqal in Tel Aviv im Jahre 2023 die Einzige des Landes.

## Vorgeschichte schienenbetriebener Nahverkehrsmittel in Jerusalem
Frühe Ideen für ein Straßenbahnsystem in Jerusalem wurden 1892 im Zusammenhang mit der Eröffnung der Bahnstrecke Jaffa–Jerusalem von dem aus dem Libanon stammenden und an der Planung dieser Strecke beteiligten Ingenieur George Franjieh vorgelegt. Dieses Netz sollte Jerusalem mit Bethlehem beziehungsweise Ein Kerem verbinden, die Idee blieb jedoch bereits im Ansatz ohne Resonanz.
1910 gab eine Anzeige in der Chavazelet bekannt, dass die damaligen Behörden eine Errichtung planten, indem Gebote „für den Bau elektrischer Wagen“, das heißt den Bau eines Straßenbahnnetzes, erbeten wurden. 1914 hatten schließlich die Behörden des Osmanischen Reichs mit dem griechischen Unternehmer Mavrommatis einen Konzessionsvertrag über den Bau einer Straßenbahn sowie den Ausbau der Wasser- und Stromversorgung in Jerusalem geschlossen. Die Arbeiten verzögerten sich allerdings wegen des Ersten Weltkrieges, an dessen Ende Palästina unter die Verwaltung Großbritanniens gestellt wurde. Die britische Regierung verweigerte die Anerkennung des Vertrages mit Mavrommatis. Sie vergab die Konzession neu an einen britischen Unternehmer. Da jedoch das XII. Zusatzprotokoll zum Vertrag von Lausanne vorsah, dass die bis einschließlich 1914 von den osmanischen Behörden vergebenen Konzessionen seitens der britischen Regierung zu beachten seien, kam dieser Fall vor den Ständigen Internationalen Gerichtshof. Am 30. August 1924 gab dieser seine Entscheidung unter dem Titel „Mavrommatis Palestine Concessions“ bekannt.
Inwieweit der im Zusammenhang mit der Eröffnung der neuen Stadtbahn in der israelischen überregionalen Tageszeitung Haʾaretz vorgestellte, bis dahin praktisch vergessene, Betrieb einer Light rail 1918 durch die britische Armee tatsächlich als Straßenbahn und damit in Erfüllung der nunmehr von den britischen Behörden vergebenen Konzession als Vorläufer der heutigen Stadtbahn anzusehen ist, kann dahingestellt bleiben, den bekannten Fotos nach ist sie eher als dampfbetriebene Schmalspurbahn einzuordnen. Gleichwohl führte die damalige 30 km lange Strecke von der Deutschen Kolonie (Moschava Germanit) im Süden Jerusalems über Givʿat Ram und das heutige Gelände der Knesset entlang des Valley of the Cross, Givʿat haMivtar, French Hill, Shuʿafaṭ bis Al-Bireh, einem Vorort von Ramallah, durch heutiges (bzw. bebautes) Stadtgebiet. Betrieben wurde sie allerdings nach nur viermonatiger Bauzeit (Mai bis September 1918) nur einige Monate: Bereits Ende 1918 wurde sie überflüssig und wenige Monate später abgebaut.
Über weitere Planungen von schienengebundenen Nahverkehrsmitteln in Jerusalem, insbesondere zur britischen Konzessionierung nach dem Ersten Weltkrieg, ist nichts Näheres bekannt. Zur Geschichte der Eisenbahn im britischen Mandatsgebiet Palästina siehe im Übrigen unter: Palestine Railways.

## Planungen und Bau der Stadtbahn

### Planung

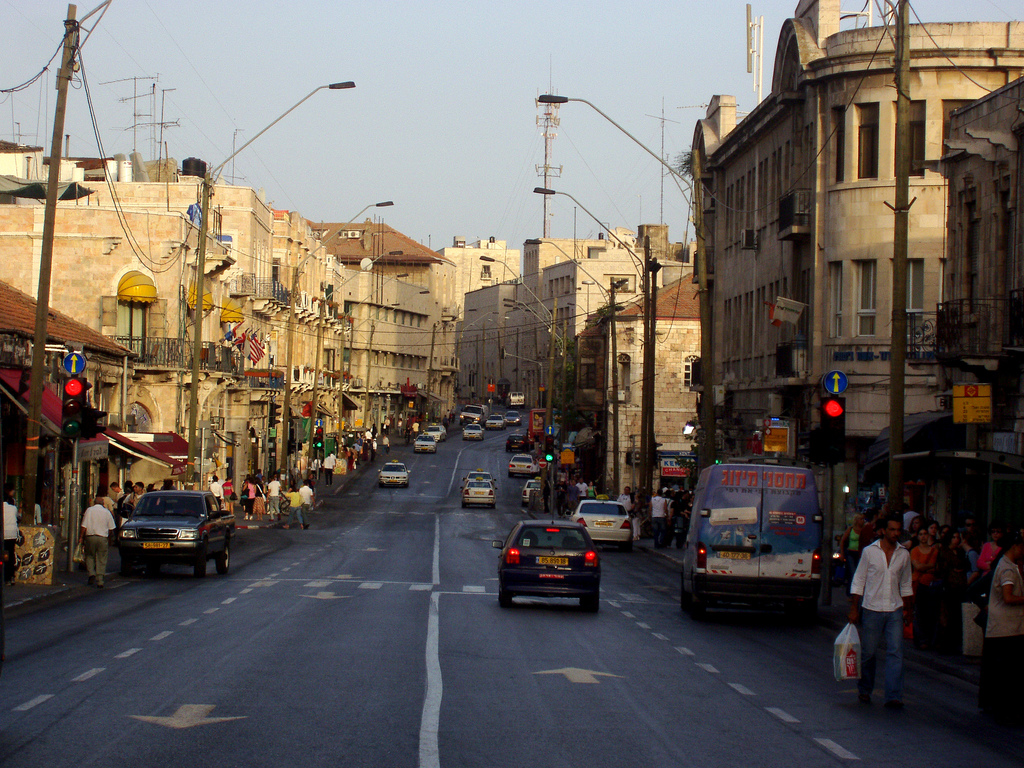
Jaffa-Straße im Juni 2006 noch ohne Stadtbahn

Auf das mit der Bevölkerungszahl rapide wachsende Verkehrsbedürfnis reagierte die Stadt, auch auf dem Hintergrund der politisch diffizilen Situation in Israel, bis weit über die 1970er Jahre hinaus nur mit zunehmendem Straßenausbau sowie immer weitergehenderen Planungen zu Stadtautobahnen und Untertunnelungen, wobei der ausschließlich durch Omnibusse durchgeführte öffentliche Personennahverkehr durch die trotzdem weiter zunehmende Stauproblematik sowie durch terroristische Anschläge immer mehr an Attraktivität und Fahrgästen verlor. Allerdings bereitete dies ab den 1980er Jahren auch den Boden für einen grundlegend neuen und integrierten Planungsansatz.
Die konzeptionellen Planungen für die Stadtbahn basieren auf dem Integrierten Verkehrsplan für Jerusalem, der auf dem Hintergrund der beschriebenen Verkehrsprobleme ab den 1980er-Jahren systematisch vorbereitet und aufgebaut wurde. Insofern entspricht dieses Vorgehen den bekannten Ansätzen aus Europa.
Der Integrierte Verkehrsplan für Jerusalem sah im Punkt „Verkehrslösungen“ vor (Transportation Solutions), die Bahnstrecke Jaffa–Jerusalem von Jerusalem-Malcha bis altem Bahnhof Jerusalem aufzugeben, diese aber zwischen Tel Aviv und Jerusalem-Malcha zu sanieren und zu modernisieren sowie ab diesem (neu zu errichtenden) Bahnhof die Strecke unterirdisch in einem Halbkreis unter Jerusalem an die bereits zu diesem Zeitpunkt in konzeptioneller Planung befindliche Hochgeschwindigkeitsstrecke Tel Aviv–Jerusalem anzubinden.
Oberirdisch sollte ein System aus drei Stadtbahnlinien (zwei Radial- und eine Tangentiallinie) mit Abzweigungen entstehen:
1. Eine Südwest-Nordost-Linie vom Hadassah-Krankenhaus über Herzlberg, den Zentralen Omnibus-Bahnhof (ZOB), das Stadtzentrum und die Altstadt sowie Ammunition Hill bis Shuʿafaṭ, dort verzweigend in eine Linie nach Pisgat Seʾev und weiter bis Neweh Jaʿaqov sowie eine weitere über Beit Hanina bis Schikkunei Nusseiba. Zwischen Herzlberg und Pisgat Seʾev handelt es sich um die 2011 eröffnete Stadtbahn.
2. Eine West-Ost-Linie von Givʿat Schaʾul über den ZOB (mit einem kurzen Abzweig zum Regierungsviertel), weiter über Tel Arza und Ammunition Hill bis zum Universitätscampus auf dem Berg Skopus sowie
3. eine Nordwest-Südost-Linie von Ramot, das High-Tech-Gewerbegebiet von Har Chotzvim, Tel Arza, das Stadtzentrum schließlich südwestlich bis zur Deutschen Kolonie und von dort mit zwei Abzweigen zum einen längs der aufgelassenen Eisenbahntrasse bis Jerusalem-Malcha und zum anderen südlich über Talpiot bis Gilo.

1995 erklärte zwar der damalige Bürgermeister von Jerusalem, Ehud Olmert, enthusiastisch, dass das Straßenbahnsystem innerhalb von fünf Jahren im Stadtzentrum fertiggestellt sein würde. Gleichwohl hatten zu diesem Zeitpunkt die konkreten Planungen gerade erst begonnen. Dieses geplante Stadtbahnsystem des Integrierten Verkehrsplanes wurde mehrfach modifiziert und vor allem auch reduziert, bis Ende der 1990er Jahre schließlich nur noch die jetzt gebaute Linie als Stadtbahn und die Nordwest-Südost-Linie zwischen Ramot und Talpiot als Metrobustrasse zum Ausbau kommen sollten (Karte hierzu bei Frey – siehe Literaturverzeichnis).
Mit der Entscheidung, mit dem Bau der Stadtbahn gleichzeitig das gesamte Wasser- und Abwassersystem im Bereich der Strecke zu erneuern, war allerdings vorprogrammiert, dass der Bau erheblich länger dauern würde, als von Ehud Olmert zunächst versprochen: Eine Betriebsaufnahme der Straßenbahn im Jahr 2000 erschien daher von vornherein unrealistisch.
2000 begann das Bieterverfahren für die Bau- und Betreiberkonzession nach dem Modell „Build-Operate-Transfer“, das im Jahr 2002 mit dem Zuschlag für den (damaligen) Konzessionär Connex Jerusalem Ltd. (ging später auf CityPass über) beendet wurde.
Obwohl letztlich von Planungsbeginn 1995 bis zur Betriebsaufnahme 2011 nahezu 17 Jahre vergingen, und auch 2009 der damals neugewählte Bürgermeister Nir Barkat aufgrund des langsamen Fortschritts das Projekt am liebsten aufgegeben und ein Metrobussystem (Bus Rapid Transit, BRT) installiert hätte, haben die Zuständigen daran festgehalten. Die Faszination des Projektes selbst, das wachsende Umweltbewusstsein und auch die in den letzten Jahren verbesserte finanzielle Lage der Stadt Jerusalem führte nicht nur zur Betriebsaufnahme, sondern auch zu Planungen für weitere Stadtbahnstrecken und Streckenerweiterungen, die zum Teil in Vorplanung, zum Teil bereits bewilligt sind. Siehe dazu den Abschnitt Weitere Planungen.

### Konzessionierung
Connex Jerusalem Ltd., ein Tochterunternehmen von Veolia Transportation, hatte 2002 die Konzession für den Bau und den Betrieb der ersten Straßenbahnlinie in Israel erhalten. Aus dem israelischen Standard SI 5350 heraus (Details unter: Betrieb – Grundlagen) ist allerdings analog der deutschen BOStrab im Betrieb selbst intern strikt zwischen dem Betreiberteil „Unternehmer“ (§ 7 SI 5350, analog § 7 BOStrab, in Jerusalem als Konzessionär bezeichnet) und dem Betreiberteil „Betrieb“ (§ 8 SI 5350, analog § 8 BOStrab, in Jerusalem als Betreiber bezeichnet) zu trennen. Im Nachgang bestand die israelische Seite darauf, dass die Betreiberkonzession aufgespalten wird und der Betreiberteil „Unternehmer“, das heißt der Konzessionär, eine israelische Firma werden sollte. Auf dieses Betreiben hin ging dieser Teil auf das Konsortium CityPass über. Der Teil „Betrieb“, das heißt der eigentliche Betreiber, verblieb allerdings bei Connex Jerusalem Ltd. (heute Veolia Transportation), dem in diesem Zusammenhang ein (befristeter) „Zwergenanteil“ am Konzessionär CityPass wiederum zugestanden wurde.
Der Konzessionär CityPass setzt sich mit Stand Ende 2011 als Konsortium aus den Unternehmen Alstom (20 % der Anteile, Fahrzeuge, technische Ausrüstung), Ashtrom (27,5 %, israelischer Bau- und Immobilienkonzern), den Finanzierern Harʾel (20 %) und Polar Investments (17,5 %), dem Israel Infrastructure Funds (10 %) sowie Veolia Transportation (vormals Connex Jerusalem Ltd., 5 %) als Betreiber zusammen; der Vertrag für den Bahnbetrieb soll bis zum Jahr 2036 laufen. Wie bekannt wurde, wollte sich Veolia (einschließlich Veolia Transportation) aus allen Konzessionen Ende 2011 zurückziehen (also sowohl dem Anteil am Konzessionär, wie auch als Betreiber), dies wurde jedoch durch staatliche Intervention verhindert.
Unter Connex Jerusalem Ltd. wurde Citadis Israel gegründet, ein israelisches Unternehmen, das zu Alstom gehört und das mit dem Einbau, der Inbetriebnahme und Wartung der technischen Einrichtungen beauftragt wurde.
Im April 2021 übernahm das Konsortium Cfir, gebildet von Construcciones y Auxiliar de Ferrocarriles (CAF) und Shapir Engineering, den Betrieb von CityPass.

### Bau

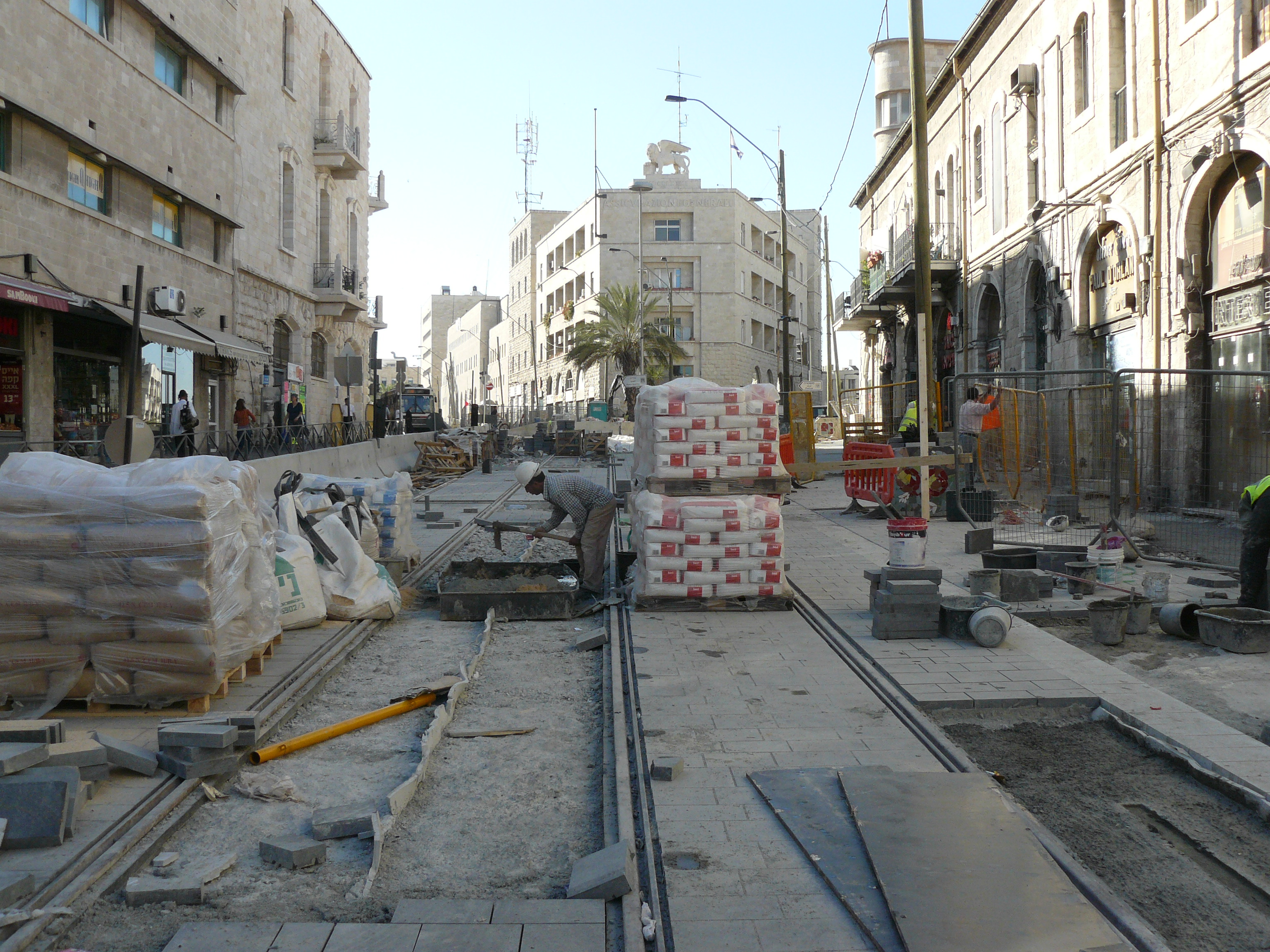
Bauarbeiten auf der Jaffa-Straße im Juni 2009 (zu diesem Zeitpunkt war die Hälfte der Fahrzeuge bereits geliefert)

„Groteske Planungsfehler, jahrelange Verzögerungen, immense Kosten, politische Streitereien über den Trassenverlauf und grundsätzliche Zweifel am Sinn der 13,8 Kilometer langen Strecke haben den Bau der Straßenbahn begleitet.“
Erst im Dezember 2005 – mehr als fünf Jahre nach dem ersten verkündeten Eröffnungstermin – begann der eigentliche Bau der Strecke mit dem Verlegen der ersten Gleise. Wegen unsachgemäßer Ausführungsarbeiten mussten die Gleise allerdings wieder entfernt und erneut verlegt werden. Allein dadurch verlängerte sich die Bauzeit um zwei Jahre, was zu der Situation führte, dass zwar ab dem 7. Mai 2008 die ersten Fahrzeuge angeliefert wurden, die Strecke zu diesem Zeitpunkt aber erst zur Hälfte fertiggestellt war.
Weitere Verzögerungen ergaben sich in Shuʿafaṭ, als während des Baus Reste einer spätrömischen Siedlung (geordnete Häuserreihen, die nach Norden ausgerichtet waren und Reste zweier Badehäuser) entdeckt wurden. Mehrere Monate ruhten in diesem Abschnitt die Bauarbeiten, da während der archäologischen Ausgrabungen keinerlei Baufortschritt möglich war.
Der Probebetrieb auf der nur teilweise fertiggestellten Strecke begann am 24. Februar 2010, baulich fertiggestellt wurde sie am 15. Juni 2010.
Nach Angaben von The Jerusalem Post betrugen die Baukosten rund 4 Milliarden NIS (etwa 800 Millionen Euro). Mit Kosten von etwa 58 Millionen Euro pro Kilometer (einschließlich Fahrzeuge und Infrastruktur) ist die Stadtbahn Jerusalem wesentlich teurer als vergleichbare, in den letzten Jahren neugebaute Stadtbahnsysteme.
Die Abdeckung der gewählten Bauform „feste Fahrbahn“ wurde allerdings in weiten Streckenabschnitten schon wenige Wochen nach Betriebsaufnahme direkt neben den beiden Schienen wieder entfernt und musste im Rahmen der Gewährleistung neu eingebaut werden. Die betroffenen Stellen wurden provisorisch mit Asphalt ausgegossen. Grund war, dass die für die Abdeckung verwendeten Betonpflastersteine nur ungenügend mit der Betontragplatte verbunden waren und sich ablösten. Auf diese Weise stellten sie ein erhebliches Hindernis für die vollverkleideten Fahrzeuge dar, die nur wenige Zentimeter Höhendifferenz über dem Gleis tolerieren.

### Kontroversen
Die Strecke führt vom Damaskustor bis Schimʿon Ha-Zaddiq auf der Demarkationslinie von 1967 entlang und weiter nördlich schließlich in den Teil Jerusalems, der von der palästinensischen Autonomiebehörde als Staatsgebiet beansprucht wird. Pisgat Seʾev als nördlicher Endpunkt der Linie hat seit Beginn der Planungen zu Protesten der Autonomiebehörde geführt, da dieser Stadtteil ab 1982 im Ostteil der Stadt errichtet wurde, der 1967 während des Sechstagekrieges besetzt wurde und seitdem umstritten ist.

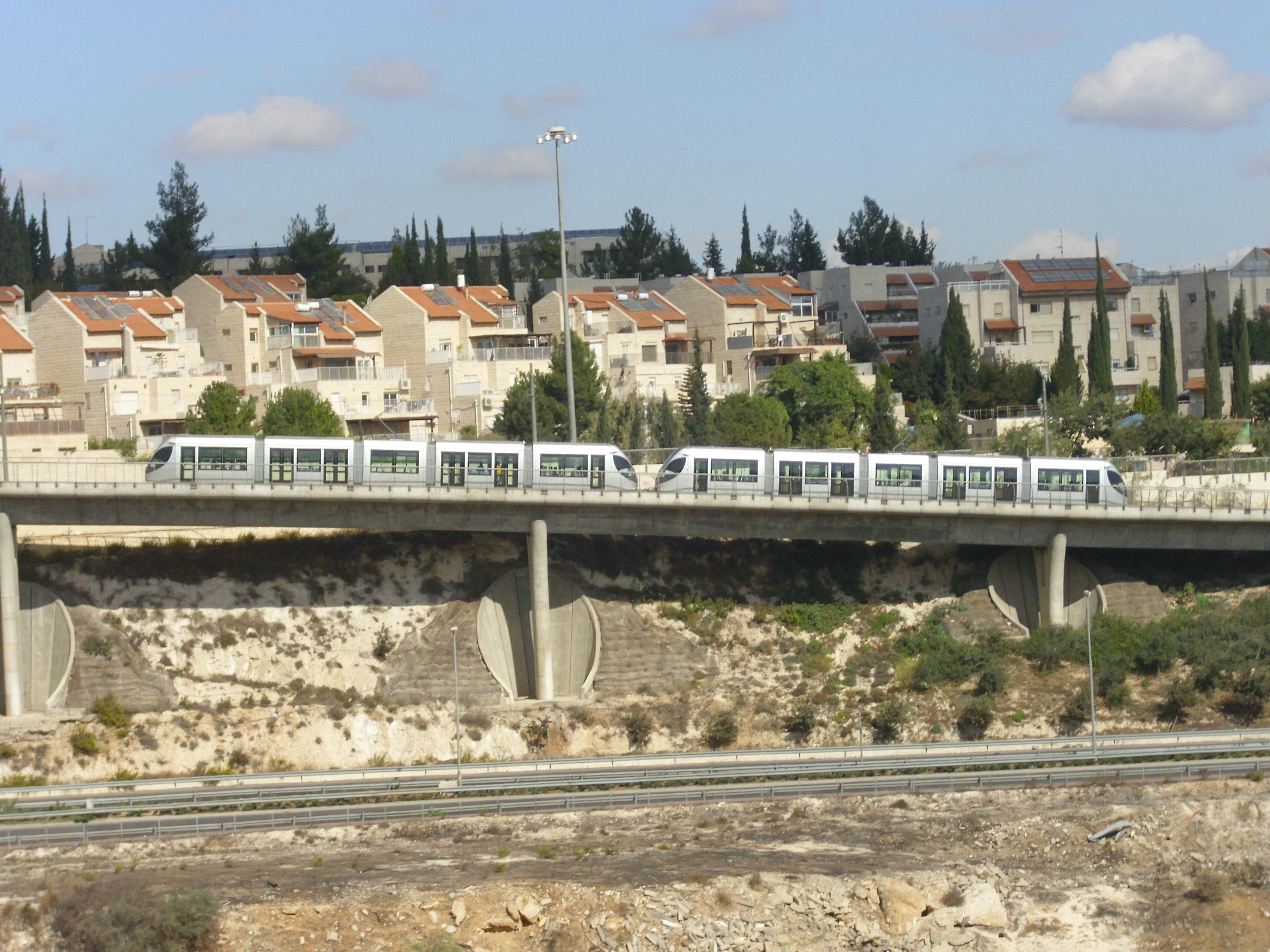
Stadtbahn auf der New Adam Brücke, im Hintergrund Pisgat Seʾev (Oktober 2011)

Aus der Sicht des israelischen Jerusalemgesetzes werden Stadtgebiete wie French Hill und Pisgat Seʾev als untrennbarer Teil des (israelischen) Jerusalem betrachtet. Die palästinensische Autonomiebehörde vertritt demgegenüber die Ansicht, dass diese Stadtbahnverbindung endgültig und dauerhaft verhindert, dass Ost-Jerusalem Hauptstadt eines palästinensischen Staates im Rahmen einer Zwei-Staaten-Lösung werden könnte. So suchte sie etwa 2009 im Ausland Unterstützung, um den Bau der Stadtbahn zu verhindern.
Wie die israelische Tageszeitung Haʾaretz berichtete, versuchte die PLO in Frankreich, Veolia und Alstom gerichtlich dazu zu zwingen, das Stadtbahn-Projekt in Jerusalem aufzugeben, da es gegen internationales Recht verstoße, und der Bürochef des palästinensischen Präsidenten Mahmud Abbas rief alle arabischen Staaten dazu auf, Veolia zu boykottieren. Überdies wurden die arabischen Staaten aufgefordert, ihre Verbindung zu allen Firmen, die mit der Stadtbahn in Jerusalem (also über die französischen Firmen Veolia und Alstom hinaus) verbunden sind, zu beenden. Dem vorausgegangen war der auf diesen Druck hin erfolgte Rückzug der niederländischen ASN-Bank aus der Finanzierung des Projektes.
Die erhobenen Klagen wurden am 30. Mai 2011 von der 6. Kammer des Landgerichtes Nanterre und vom Verwaltungsgerichtshof Paris am 28. Oktober 2011 jeweils abgewiesen und Veolia von den erhobenen Vorwürfen entlastet.
Vor der Inbetriebnahme gab es Forderungen, in einzelnen Wagenteilen für besonders strenggläubige charedische Juden getrennte Sitzbereiche für Männer und Frauen anzubieten, ähnlich der Mehadrin-Bus-Linien. Diese Forderung wurde unter anderem von Jaʾir Naweh unterstützt. Die Forderung stieß jedoch überwiegend auf Ablehnung und lief auch einem Urteil des Obersten Gerichtshofs in Israel zuwider, der die Geschlechtertrennung in öffentlichen Verkehrsmitteln 2011 für illegal erklärt hatte. Für die allgemeine Sicherheit gibt es eigenes Sicherheitspersonal.
Eine aktuell bedeutende Kontroverse – es geht nach Presseangaben um 500 Millionen NIS (etwa 100 Millionen Euro) – ist offenbar die zwischen dem Jerusalem Transport Master Plan Team, das sich im Sinne einer Technischen Aufsichtsbehörde nach dem israelischen Standard SI 5350 (siehe unter: Betrieb – Grundlagen) versteht, und dem Konzessionär CityPass, wobei das Jerusalem Transport Master Plan Team dem Konzessionär Citypass vor allem vorwirft, das gesamte System trotz Kenntnis der vorhandenen Schwierigkeiten von vornherein zu billig angeboten zu haben, während CityPass kontert, dass die Verteuerungen durch die Behörde selbst verursacht worden seien. Diese Kontroverse führte zu einem jahrelangen und noch nicht beendeten Schlichtungsverfahren.

## Streckenbeschreibung
| \| \| \| Depot \| \| \| \| \| \| \| \| \| \| Neve Ya'aqov North \| \| \| \| \| \| \| \| \| \| Yitshak Tabenkin \| \| \| \| \| Mazzal Kashat \| \| \| \| \| Moshe Dayan North \| \| \| \| \| Cheil haʾAwir \| \| \| \| \| \| \| \| \| \| Sayeret Dukhifat \| \| \| \| \| Pisgat Seʾev Merkaz (Mitte) \| \| \| \| \| Jequtiʾel Adam \| \| \| \| \| New Adam Bridge \| \| \| \| \| Old Adam Bridge (Autobahn 60) \| \| \| \| \| \| \| \| \| \| Beit 'Hanina (innerbetrieblich: Shuʿafaṭ North) \| \| \| \| \| Shuʿafaṭ (innerbetrieblich: Shuʿafaṭ Center) \| \| \| \| \| Es-Sahl (innerbetrieblich: Shuʿafaṭ South) \| \| \| \| \| Betriebshof \| \| \| \| \| Givʿat ha-Mivtar (innerbetrieblich: French Hill) \| \| \| \| \| Ammunition Hill \| \| \| \| \| \| \| \| \| \| Schimʿon ha-Tsaddiq \| \| \| \| \| Schivtei Jisrael \| \| \| \| \| \| \| \| \| \| \| \| \| \| \| Damascus Gate \| \| \| \| \| City Hall \| \| \| \| \| Jaffa Center (innerbetrieblich: King George) \| \| \| \| \| Ha-Davidka \| \| \| \| \| Machane Jehuda \| \| \| \| \| Ha-Turim (innerbetrieblich: Jaffa West) \| \| \| \| \| \| \| \| \| \| Central Station \| \| \| \| \| Calatrava-Brücke (über Kikkar Schitrit) \| \| \| \| \| Strecke geplant \| \| \| \| \| Kiryat Moshe (innerbetrieblich: Ben Dor) \| \| \| \| \| He-Chaluts (innerbetrieblich: Haft Square) \| \| \| \| \| \| \| \| \| \| Denia Square \| \| \| \| \| Yefeh Nof \| \| \| \| \| Mount Herzl \| \| \| \| \| \| \| \| \| \| Shmaryahu Levin \| \| \| \| \| Kiryat HaYovel West \| \| \| \| \| HaMifletset Playground \| \| \| \| \| Henrietta Szold East \| \| \| \| \| Kiryat Menahem \| \| \| \| \| \| \| \| \| \| Ora Junction \| \| \| \| \| \| \| \| \| \| \| \| \| \| \| Medical School \| \| \| \| \| \| \| \| \| \| \| \| \| \| \| Hadassah Ein Kerem \| \| |  |                                                  |                                                  |
| U-Bahn-Betriebsstelle Streckenanfang |  | Depot                                            | Depot                                            |
| U-Bahn-Überleitstelle / Spurwechsel |  |                                                  |                                                  |
| U-Bahn-Haltepunkt / Haltestelle |  | Neve Ya'aqov North                               | Neve Ya'aqov North                               |
| U-Bahn-Überleitstelle / Spurwechsel |  |                                                  |                                                  |
| U-Bahn-Haltepunkt / Haltestelle |  | Yitshak Tabenkin                                 | Yitshak Tabenkin                                 |
| U-Bahn-Haltepunkt / Haltestelle |  | Mazzal Kashat                                    | Mazzal Kashat                                    |
| U-Bahn-Haltepunkt / Haltestelle |  | Moshe Dayan North                                | Moshe Dayan North                                |
| U-Bahn-Haltepunkt / Haltestelle |  | Cheil haʾAwir                                    | Cheil haʾAwir                                    |
| U-Bahn-Überleitstelle / Spurwechsel |  |                                                  |                                                  |
| U-Bahn-Haltepunkt / Haltestelle |  | Sayeret Dukhifat                                 | Sayeret Dukhifat                                 |
| U-Bahn-Haltepunkt / Haltestelle |  | Pisgat Seʾev Merkaz (Mitte)                      | Pisgat Seʾev Merkaz (Mitte)                      |
| U-Bahn-Haltepunkt / Haltestelle |  | Jequtiʾel Adam                                   | Jequtiʾel Adam                                   |
| U-Bahn-Brücke |  | New Adam Bridge                                  | New Adam Bridge                                  |
| U-Bahn-Brücke |  | Old Adam Bridge (Autobahn 60)                    | Old Adam Bridge (Autobahn 60)                    |
| U-Bahn-Überleitstelle / Spurwechsel rechts |  |                                                  |                                                  |
| U-Bahn-Haltepunkt / Haltestelle |  | Beit 'Hanina (innerbetrieblich: Shuʿafaṭ North)  | Beit 'Hanina (innerbetrieblich: Shuʿafaṭ North)  |
| U-Bahn-Haltepunkt / Haltestelle |  | Shuʿafaṭ (innerbetrieblich: Shuʿafaṭ Center)     | Shuʿafaṭ (innerbetrieblich: Shuʿafaṭ Center)     |
| U-Bahn-Haltepunkt / Haltestelle |  | Es-Sahl (innerbetrieblich: Shuʿafaṭ South)       | Es-Sahl (innerbetrieblich: Shuʿafaṭ South)       |
| U-Bahn-Abzweig geradeaus, nach links und von links · U-Bahn-Betriebs-/Güterbahnhof Streckenende und quer |  | Betriebshof                                      | Betriebshof                                      |
| U-Bahn-Haltepunkt / Haltestelle |  | Givʿat ha-Mivtar (innerbetrieblich: French Hill) | Givʿat ha-Mivtar (innerbetrieblich: French Hill) |
| U-Bahn-Haltepunkt / Haltestelle |  | Ammunition Hill                                  | Ammunition Hill                                  |
| U-Bahn-Überleitstelle / Spurwechsel rechts |  |                                                  |                                                  |
| U-Bahn-Haltepunkt / Haltestelle |  | Schimʿon ha-Tsaddiq                              | Schimʿon ha-Tsaddiq                              |
| U-Bahn-Haltepunkt / Haltestelle |  | Schivtei Jisrael                                 | Schivtei Jisrael                                 |
| |  |                                                  |                                                  |
| U-Bahn-Überleitstelle / Spurwechsel rechts |  |                                                  |                                                  |
| U-Bahn-Haltepunkt / Haltestelle |  | Damascus Gate                                    | Damascus Gate                                    |
| U-Bahn-Haltepunkt / Haltestelle |  | City Hall                                        | City Hall                                        |
| U-Bahn-Haltepunkt / Haltestelle |  | Jaffa Center (innerbetrieblich: King George)     | Jaffa Center (innerbetrieblich: King George)     |
| U-Bahn-Haltepunkt / Haltestelle |  | Ha-Davidka                                       | Ha-Davidka                                       |
| U-Bahn-Haltepunkt / Haltestelle |  | Machane Jehuda                                   | Machane Jehuda                                   |
| U-Bahn-Haltepunkt / Haltestelle |  | Ha-Turim (innerbetrieblich: Jaffa West)          | Ha-Turim (innerbetrieblich: Jaffa West)          |
| U-Bahn-Überleitstelle / Spurwechsel rechts |  |                                                  |                                                  |
| U-Bahn-Haltepunkt / Haltestelle |  | Central Station                                  | Central Station                                  |
| U-Bahn-Brücke |  | Calatrava-Brücke (über Kikkar Schitrit)          | Calatrava-Brücke (über Kikkar Schitrit)          |
| U-Bahn-Abzweig geradeaus und ehemals nach links · U-Bahn-Strecke quer (außer Betrieb) |  | Strecke geplant                                  | Strecke geplant                                  |
| U-Bahn-Haltepunkt / Haltestelle |  | Kiryat Moshe (innerbetrieblich: Ben Dor)         | Kiryat Moshe (innerbetrieblich: Ben Dor)         |
| U-Bahn-Haltepunkt / Haltestelle |  | He-Chaluts (innerbetrieblich: Haft Square)       | He-Chaluts (innerbetrieblich: Haft Square)       |
| U-Bahn-Überleitstelle / Spurwechsel rechts |  |                                                  |                                                  |
| U-Bahn-Haltepunkt / Haltestelle |  | Denia Square                                     | Denia Square                                     |
| U-Bahn-Haltepunkt / Haltestelle |  | Yefeh Nof                                        | Yefeh Nof                                        |
| U-Bahn-Haltepunkt / Haltestelle |  | Mount Herzl                                      | Mount Herzl                                      |
| U-Bahn-Überleitstelle / Spurwechsel |  |                                                  |                                                  |
| U-Bahn-Haltepunkt / Haltestelle |  | Shmaryahu Levin                                  | Shmaryahu Levin                                  |
| U-Bahn-Haltepunkt / Haltestelle |  | Kiryat HaYovel West                              | Kiryat HaYovel West                              |
| U-Bahn-Haltepunkt / Haltestelle |  | HaMifletset Playground                           | HaMifletset Playground                           |
| U-Bahn-Haltepunkt / Haltestelle |  | Henrietta Szold East                             | Henrietta Szold East                             |
| U-Bahn-Haltepunkt / Haltestelle |  | Kiryat Menahem                                   | Kiryat Menahem                                   |
| U-Bahn-Überleitstelle / Spurwechsel |  |                                                  |                                                  |
| U-Bahn-Haltepunkt / Haltestelle |  | Ora Junction                                     | Ora Junction                                     |
| U-Bahn-Brücke |  |                                                  |                                                  |
| U-Bahn-Brücke |  |                                                  |                                                  |
| U-Bahn-Haltepunkt / Haltestelle |  | Medical School                                   | Medical School                                   |
| U-Bahn-Überleitstelle / Spurwechsel links |  |                                                  |                                                  |
| U-Bahn-Überleitstelle / Spurwechsel rechts |  |                                                  |                                                  |
| U-Bahn-Haltepunkt / Haltestelle Streckenende |  | Hadassah Ein Kerem                               | Hadassah Ein Kerem                               |

### Verlauf der Strecke
Die Linie L1 begann ursprünglich im nördlichen Stadtteil Pisgat Seʾev, zunächst in Mittellage der Straße Sderot Mosche Dajjan bis zur Haltestelle „Sayeret Dukhifat“, danach in östlicher Seitenlage bis „Yekutiʾel Adam“.

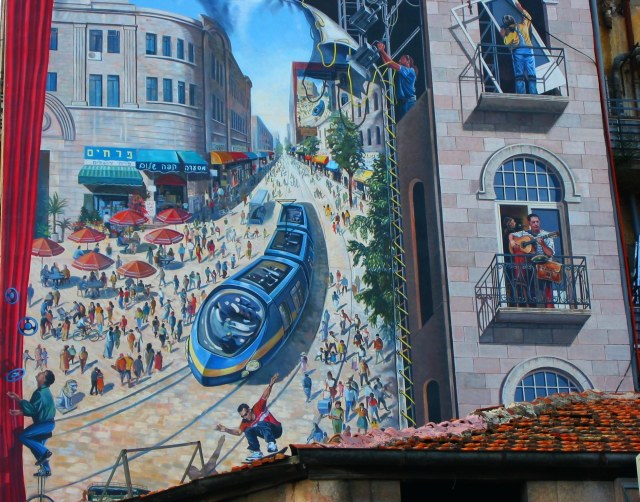
Hausmalerei der CitéCréation an der Jaffa-Straße zur neuen Straßenbahn

Von hier bis Beit 'Hanina wurde eine an die Straßenführung angelehnte neue Trasse geschaffen, für die unter anderem eine Brücke an den Hang gebaut wurde. Für die Überführung über die Autobahn 60 wurde die vorhandene Brücke verbreitert. Durch den arabischen Stadtteil Shuʿafaṭ hindurch (ab der Haltestelle Beit 'Hanina) befindet sich die Strecke in Mittellage der Derech Shuʿafaṭ, deren Fahrbahn dazu von vier auf zwei Kfz-Spuren verengt wurde.
An der Haltestelle Givʿat ha-Mivtar (French Hill) wechselt die Bahn in Seitenlage der Sderot Chaim Bar Lov und führt von hier bis zum Damaskustor (ab Schimʿon ha-Tsaddiq in Mittellage) genau entlang der Demarkationslinie zwischen West- und Ost-Jerusalem. Ab dem Damaskustor bis zur Einmündung der Jaffa-Straße befindet sich der Abschnitt mit Rasengleis (ca. 300 m). Ab dort ist bis zur Haltestelle „Central Station“ (ZOB) die gesamte und einst hochbelastete Jaffa-Straße als Fußgängerzone umgebaut worden. An dieser Stelle entstand der neue Hauptbahnhof von Jerusalem. Seit 2019 endet in ihm in 80 Meter Tiefe die Hochgeschwindigkeitsstrecke von Tel Aviv.
Hinter dem Zentralen Omnibus-Bahnhof wird über die Calatrava-Brücke, das Wahrzeichen der Straßenbahn, die Sderot Herzl erreicht, die nach einem kurzen Stück in westlicher Seitenlage bis He-Chaluts in Mittellage befahren wird. Zwischen He-Chaluts und Yefeh Nof wurde die vierspurige Straße – an der die Straßenbahn nunmehr in Seitenlage entlang führt – auf zwei Spuren verengt, deren eine Spur Richtung Herzlberg nur von Bussen und Taxen benutzt werden darf. Ab Yefeh Nof bis zur ursprünglichen Endstation Herzlberg (im Folgenden mit der offiziellen Bezeichnung: Mount Herzl) liegt die Strecke wieder in Mittellage der Qirjat haJovel-Straße.

### Technische Ausrüstung
Die zweigleisige Strecke mit der Normalspur von 1435 Millimetern ist mit Ausnahme eines kurzen Abschnitts entlang der Stadtmauer der Altstadt von Jerusalem, der als Rasengleis ausgeführt wurde, in der Bauform „feste Fahrbahn“ ausgeführt. Beidseits befinden sich Notwege von 60 Zentimetern Breite.
Die Strecke ist mit nachgespannter Einfachfahrleitung ausgerüstet mit einer Spannung von 750 Volt Gleichspannung. Die Streckenhöchstgeschwindigkeit beträgt 60 km/h.

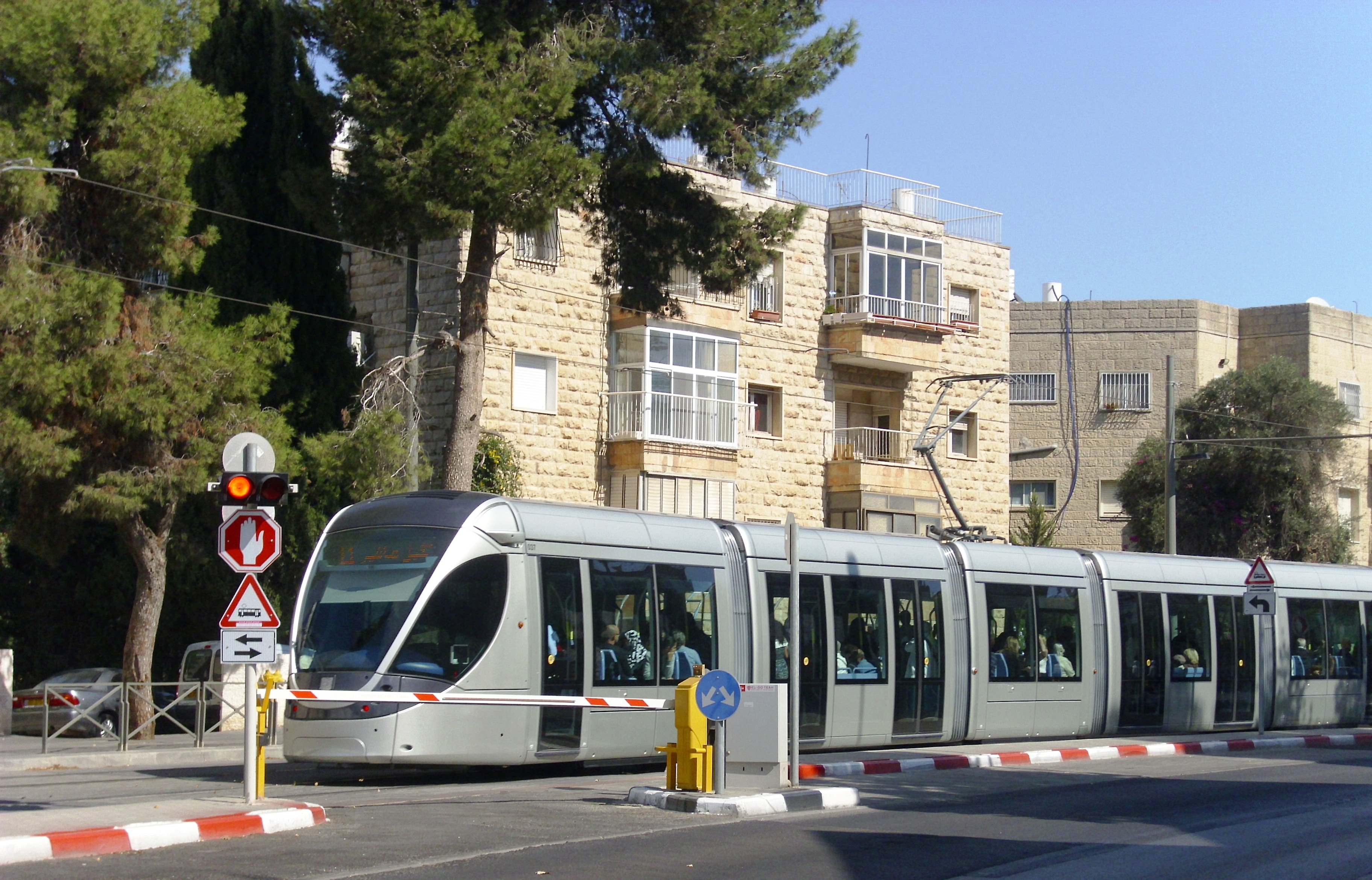
Grundstückszufahrt in der Sderot Herzl mit Schranke und rotem Springlicht (November 2011)

Als Besonderheit befinden sich an der Strecke private Grundstückszufahrten, die mit Fahrzeugen nur durch ein Überfahren des Gleisbereiches erreicht werden können. Während der Planungsphase haben die jeweiligen Eigentümer durchgesetzt, dass diese Grundstückszufahrten eine eigene Sicherung mit Schrankenanlagen und rotem Springlicht erhalten. Insgesamt gibt es auf der Gesamtstrecke sieben solcher Zufahrten: Je eine zwischen Pisgat Seʾev Center und Yekutiʾel Adam sowie zwischen Givʿat ha-Mivtar und Ammunition Hill, und deren fünf zwischen He-Chaluts und Denia Square, wobei davon zweimal zwei Grundstückszufahrten direkt nebeneinander liegen und damit gleichzeitig gesteuert werden. Praktisch werden bei jeder Überfahrt eines Stadtbahnzuges diese Schranken bedient, das heißt nicht auf Anforderung oder bei Bedarf.
Hinter den beiden Endhaltestellen Cheil ha-ʾAwir und Herzlberg befinden sich Wendeanlagen mit jeweils zwei Gleisen für jeweils zwei Zugeinheiten (also für insgesamt vier Züge), gekehrt wird über doppelte Gleiswechsel, die nach keinem festen Plan befahren werden. Diese Gleiskreuze befinden sich in Cheil ha-ʾAwir vor der Endstation, in Mount Herzl dahinter.
Die fünf Gleiswechsel befinden sich (vom Herzlberg aus gesehen) nach den Haltestellen Denia Square, Central Station, Damascus Gate, kurz vor der Haltestelle Ammunition Hill und wieder hinter der Haltestelle Beit 'Hanina und werden nach Bedarf für das Kehren von Zügen verwendet. Die Haltestelle Damascus Gate besitzt überdies ein Kehrgleis in Mittellage, das allerdings, wie auch die Gleiswechsel, nur über handbediente Weichen erreicht werden kann, die nach dem Befahren durch die Fahrer der Züge jeweils wieder zurückgestellt werden müssen.
Da regelmäßig Doppelzüge mit rund 65 Meter Länge eingesetzt werden, wurden alle Bahnsteige mit einheitlich 75 Meter Länge ausgeführt. Sie liegen alle an einem geraden Streckenabschnitt, in der Regel rechts von der Fahrtrichtung, mit Ausnahme der Haltestellen Schivtei Jisrael, Es-Sahl, Shuʿafaṭ und Cheil ha-ʾAwir, die in Mittellage (Ausstieg links) liegen. Sie sind durchgängig behindertengerecht mit einem speziellen Leitsystem im Boden ausgestattet.

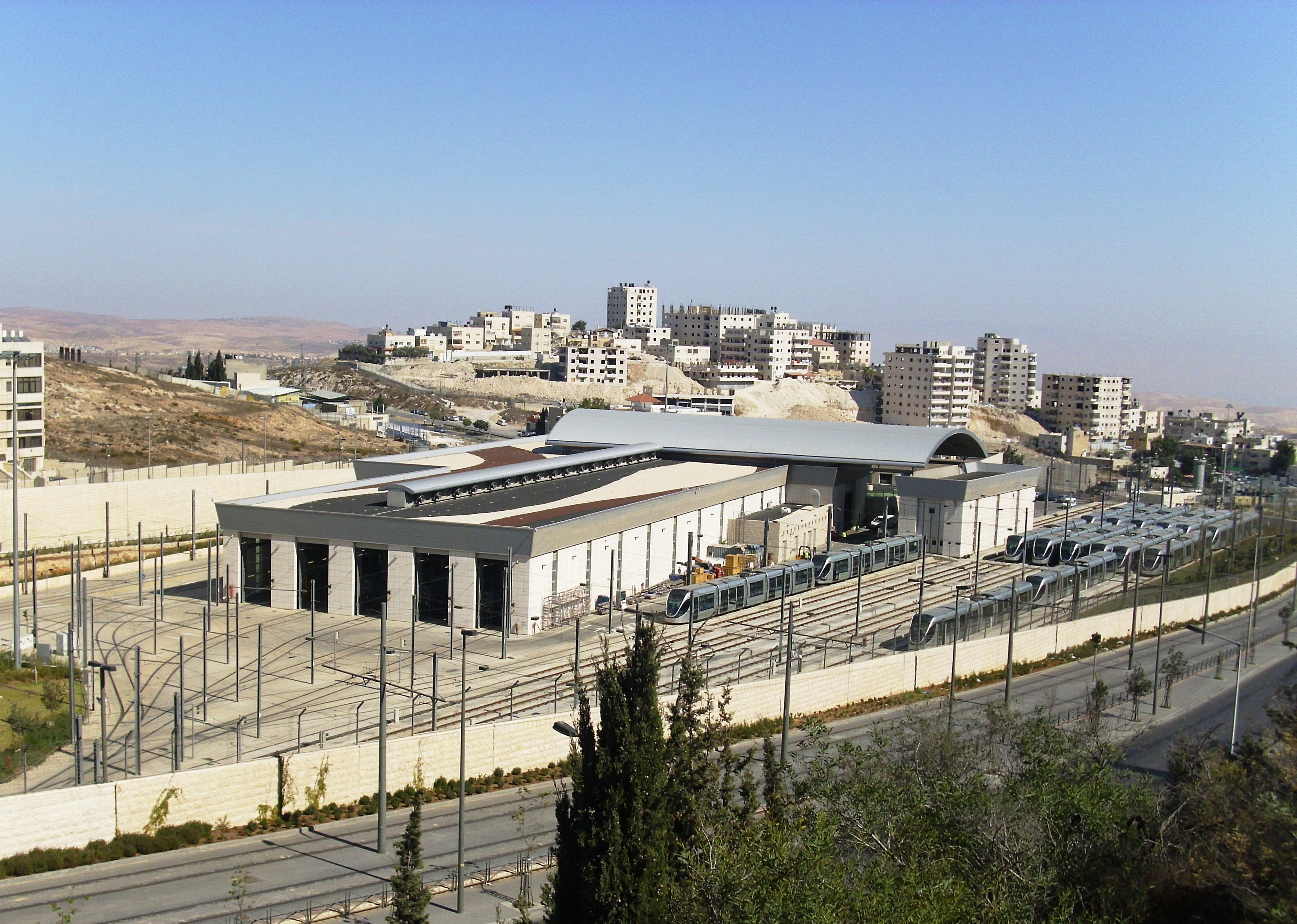
Blick auf das Betriebshofgelände im November 2011

### Zentrale Einrichtungen
Der Betriebshof mit den Werkstätten und einer Größe von etwa vier Hektar befindet sich in Ostjerusalem im Stadtteil Anata (31,80894° N, 35,23843° O), nur wenige hundert Meter von einem der großen Grenzübergänge in das Westjordanland entfernt und wird von French Hill aus durch zwei miteinander verbundene eingleisige Strecken erreicht. Erst im Betriebshof selbst befindet sich ein doppelter Gleiswechsel, um dann die Abstellgleise, die Werkstätten und die Waschanlage freizügig zu erreichen.
Im Depot befindet sich das Zentrum für die gesamte Steuerung des Betriebes (Operation and Control Center). Auch die Geschäftsführung des Konzessionärs und die Betriebsleitung des Betreibers sowie die gesamte Leitung des Instandhaltungsbereiches haben ihren Sitz im Hauptgebäude des Betriebshofes Anata. Ein weiteres Depot befindet sich im Stadtteil Malcha.

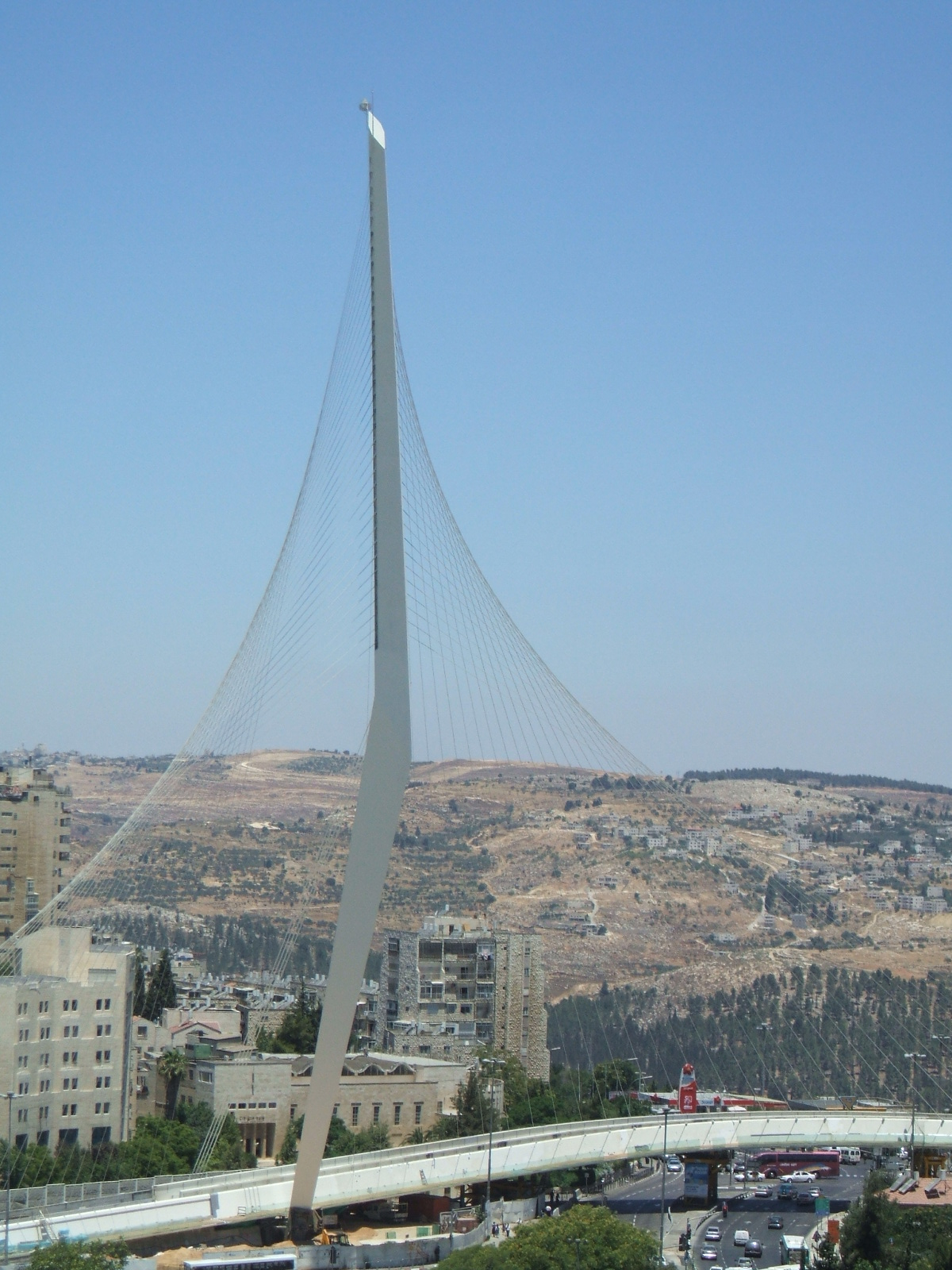
Calatrava-Brücke

### Calatrava-Brücke – die „Weiße Harfe“
Ende Mai 2008 wurde die Hängebrücke über den Kikkar Schitrit aufgerichtet und zusammengebaut. Die „weiße Harfe“ wurde von dem spanischen Architekten Santiago Calatrava entworfen. An einem 118 Meter hohen weißen Pylon sind 66 weiße Stahlkabel mit einer Dicke von 4 cm abgespannt, die – neben den außerhalb des Kikkar Schitrit befindlichen Stützen – die Last des insgesamt 4500 Tonnen schweren Brückenbauwerks, dessen Überbau ebenfalls ganz in weiß gehalten ist, tragen. Auf der Haupt-Landesstraße 1 bei der Zufahrt von Tel Aviv nach Jerusalem ist die Calatrava-Brücke schon von weitem zu sehen und ist auf diese Weise ein neues Wahrzeichen der Stadt geworden.
Für den Entwurf soll sich Calatrava durch Psalm 150 („Lobt IHN mit Posaunen, lobet IHN mit Psalter und Harfen“) inspiriert haben. Der Vergleich mit dem Kinnor von König David soll allerdings konkret auf Bürgermeister Uri Lupolianski zurückgehen, der bei der Verwirklichung des Bauprojekts eine entscheidende Rolle spielte. Am 25. Juni 2008 wurde die 49 Millionen Euro teure Brücke im Beisein des Architekten, des Bürgermeisters sowie des Ministerpräsidenten Ehud Olmert mit einem Lichtfest eingeweiht, wobei Calatrava bekannte, dass er zwar über 40 Brücken auf der ganzen Welt erbaut habe, „aber auf diese Brücke bin ich stolz“.

## Betrieb

### Grundlagen

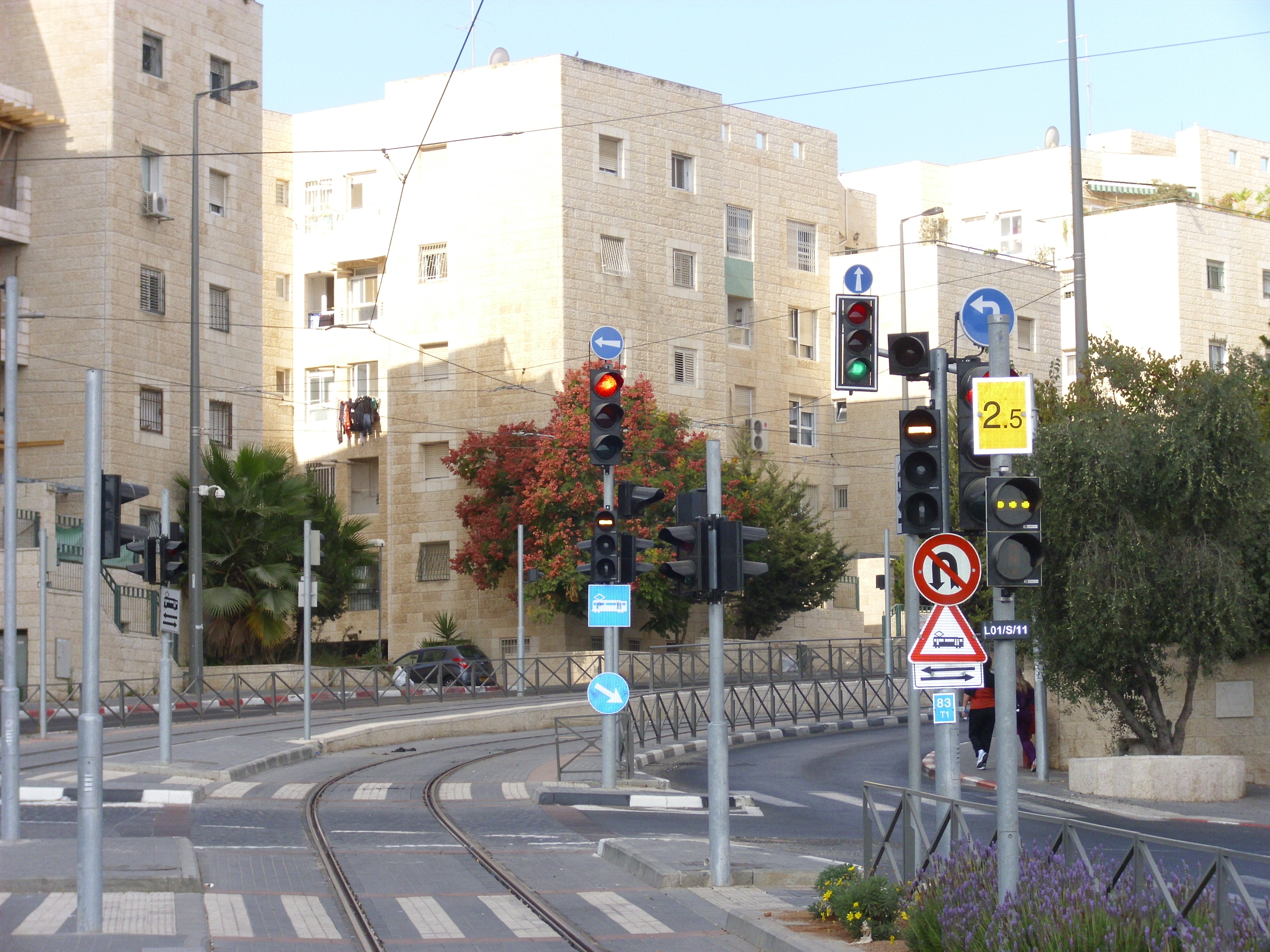
Verkehrszeichen in Pisgat Seʾev: Die Übereinstimmung mit der deutschen Straßenbahn-Bau- und Betriebsordnung (BOStrab) ist eindeutig erkennbar, im Vordergrund ein Signal für die block zone der Aufstellgleise

Der für Stadtbahnen 2005 verbindlich gewordene israelische Standard SI 5350 entspricht der englischen Übersetzung der deutschen BOStrab. Dadurch wird auf Sicht gefahren (§ 49 SI 5350, übersetzt aus § 49 BOStrab) und die technische Signalisierung ist insgesamt übersetzt aus Anlage 4 zur BOStrab (SI 5350). Die sieben beschrankten Wegübergänge werden bahnseitig allerdings nicht mit Bahnübergangs-Signalen gesichert, da sie bei jeder Befahrung geschlossen und danach wieder geöffnet werden.
Gleichwohl wurden wegen der auf der Strecke vorhandenen Steigungen bis zu neun Prozent alle Abschnitte mit mehr als sieben Prozent Gefälle (insgesamt sieben Abschnitte) und zusätzlich das westliche Gleis der Calatrava-Brücke als block zones (Blockstrecken) ausgebildet und gesondert, das heißt über das in § 49 SI 5350 (übersetzt aus § 49 BOStrab) geforderte hinaus, signalisiert, so dass auf der Strecke insgesamt acht „block zones“ vorhanden sind. Zwei weitere block zones befinden sich auf der Zufahrt zum Betriebshof in Anata. Block zones sichern auch die Aufstellgleise in den beiden Endhaltestellen.
Technisch gesteuert wird der Betrieb über ein AVLS (Automatic Vehicle Control System, Rechnergestütztes Betriebsleitsystem), das im Operation and Control Center (OCC) überwacht wird. Die Datenübertragung erfolgt mit dem in Israel entwickelten System Mirs, das auch die Anforderung der behinderungsfreien Bevorrechtigung der Stadtbahn an (im Endausbau) über 60 Lichtzeichenanlagen übermittelt.
Die Straßenbahn ist für die Warnung anderer Verkehrsteilnehmer mit Hupe und Warnklingel ausgestattet, die Türschließung wird mit einem Brummton angekündigt und durch Lichtschranken überwacht.
Wie in Israel im Straßenverkehr allgemein üblich, werden die Stationen dreisprachig – hebräisch, arabisch und englisch – ausgeschildert, in den Zügen im Linienband wechselnd in diesen Sprachen angegeben und auch vor jedem Halt über Band angesagt. Je nachdem, ob sich beim jeweiligen Stationsnamen ein Unterschied zum hebräischen Namen ergibt oder nicht, kann die zusätzliche Ansage auf Arabisch und/oder Englisch entfallen.

### Sicherheit
In Israel wird bei Sicherheit wie im angloamerikanischen Sprachgebrauch zwischen safety („Betriebssicherheit“) und security („Angriffssicherheit“) strikt unterschieden. Während die „Betriebssicherheit“ durch die Anwendung des israelischen Standards SI 5350 (BOStrab) gesichert und durch ein internationales Konsortium, vor allem durch den deutschen TÜV Nord Systems, begleitend geprüft wurde, war die „Angriffssicherheit“ erheblicher Diskussionspunkt bereits während der Planungsphase. Dabei ging es hauptsächlich um die Streckenführung durch ein arabisches Viertel, die gemeinsame Nutzung der Bahn durch Araber und Juden gleichermaßen sowie um die Sicherungsmaßnahmen in den Wagen selbst.
Technisch schlug sich die „Angriffssicherheit“ vor allem im Fahrzeugkonzept mit der Vollverkleidung der Fahrzeuge und dem Einbau kugelsicherer Scheiben nieder. Für die Gewährleistung der Sicherheit in diesem Punkt sorgen darüber hinaus eine Vielzahl interner Dienstanweisungen sowie ein privater Sicherheitsdienst. Die ursprüngliche Zielsetzung, die Stadtbahn auch zu den Zeiten des Sabbat zu betreiben, wurde aus Sicherheitsbedenken ebenfalls aufgegeben.
Im Übrigen ist die Gewährleistung der „Angriffssicherheit“ und die Bekämpfung von entsprechenden Attacken permanente Aufgabe der Polizei, die dafür auch erhebliche Eingriffs- und Weisungsrechte bis in den laufenden Betrieb hinein besitzt.

### Betriebsaufnahme

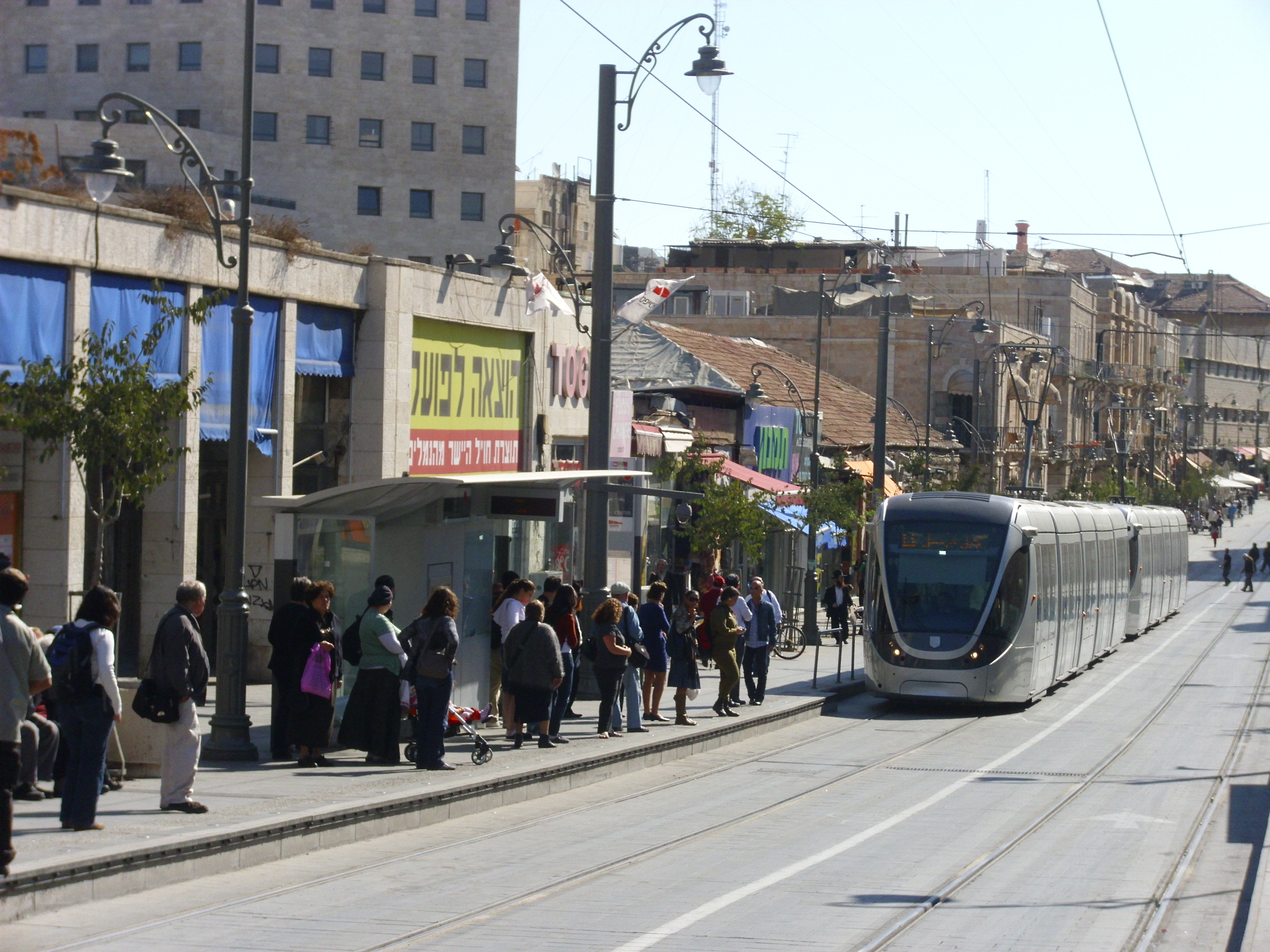
Stadtbahn in der Jaffa-Straße (November 2011)

Die Eröffnung wurde viermal neu angesetzt: Als das ursprüngliche Eröffnungsdatum war Januar 2009 geplant, mit diesem Datum hatte CityPass auch die Ausschreibung gewonnen. Bereits dieses Datum bedeutete gegenüber den Versprechen von Ehud Olmert eine Verzögerung von neun Jahren. Aufgrund finanzieller Probleme und des Mangels an ausgebildetem Personal wurde der Termin zunächst auf August 2010 verlegt. Zu diesem Zeitpunkt – die bauliche Fertigstellung war gerade zwei Monate her – hatte sich überdies herausgestellt, dass das Signalisierungssystem der Straßenbahn inkompatibel zu dem israelischen System der Knotensignalisierung war, und so war CityPass gezwungen, eine weitere Verlängerung, diesmal bis April 2011 zu beantragen. Doch da diese Probleme weiterhin bestanden und andere Sicherheitsfragen ebenfalls ungelöst waren, wurde der Termin erneut verschoben und auf August 2011 festgesetzt. Auch im August war eine Anzahl technischer Probleme nicht gelöst.
Wenige Tage vor der Eröffnung gab der Konzessionär CityPass in der Öffentlichkeit bekannt, dass er an der Eröffnung am 19. August 2011 mit einem beschränkten Betrieb („limited operation“) festhalte. Die Stadtverwaltung hatte ihrerseits im Vorfeld entschieden, bis zum 1. September 2011 eine kostenlose Nutzung des Systems anzubieten, da es Probleme mit den Fahrkartenautomaten gab (diese wurde dann noch mehrfach, zum Schluss bis zum 30. November 2011 verlängert). Gleichzeitig wurde entschieden, den parallelen Busverkehr solange beizubehalten, bis „full operation“, das heißt der vertraglich vereinbarte Zustand, erreicht worden sei.
Ohne große Eröffnungszeremonie begann an diesem Tag mit 14 Zügen der Betrieb. Dabei wurden aufgrund der Probleme für die Gesamtstrecke 70 Minuten als Fahrzeit veranschlagt. Dies entsprach einer Taktfolge von zehn bis zwölf Minuten und umgerechnet auf die Gesamtlänge der Strecke eine Reisegeschwindigkeit von rund 12 km/h. Die Erlebnisse der Reisenden am Eröffnungstag standen im Blickpunkt der Zeitungen, auch im Ausland, immerhin wurden an diesem Freitag bis zum Betriebsschluss 15 Uhr über 40.000 Passagiere befördert.
Obwohl es mehrere weitere Zwischenetappen 2011 und noch 2012 bis zum vollständigen Betrieb gab, wurde der 1. Dezember 2011 als der Eröffnungstag offiziell ausgewählt.

### Fahrplan

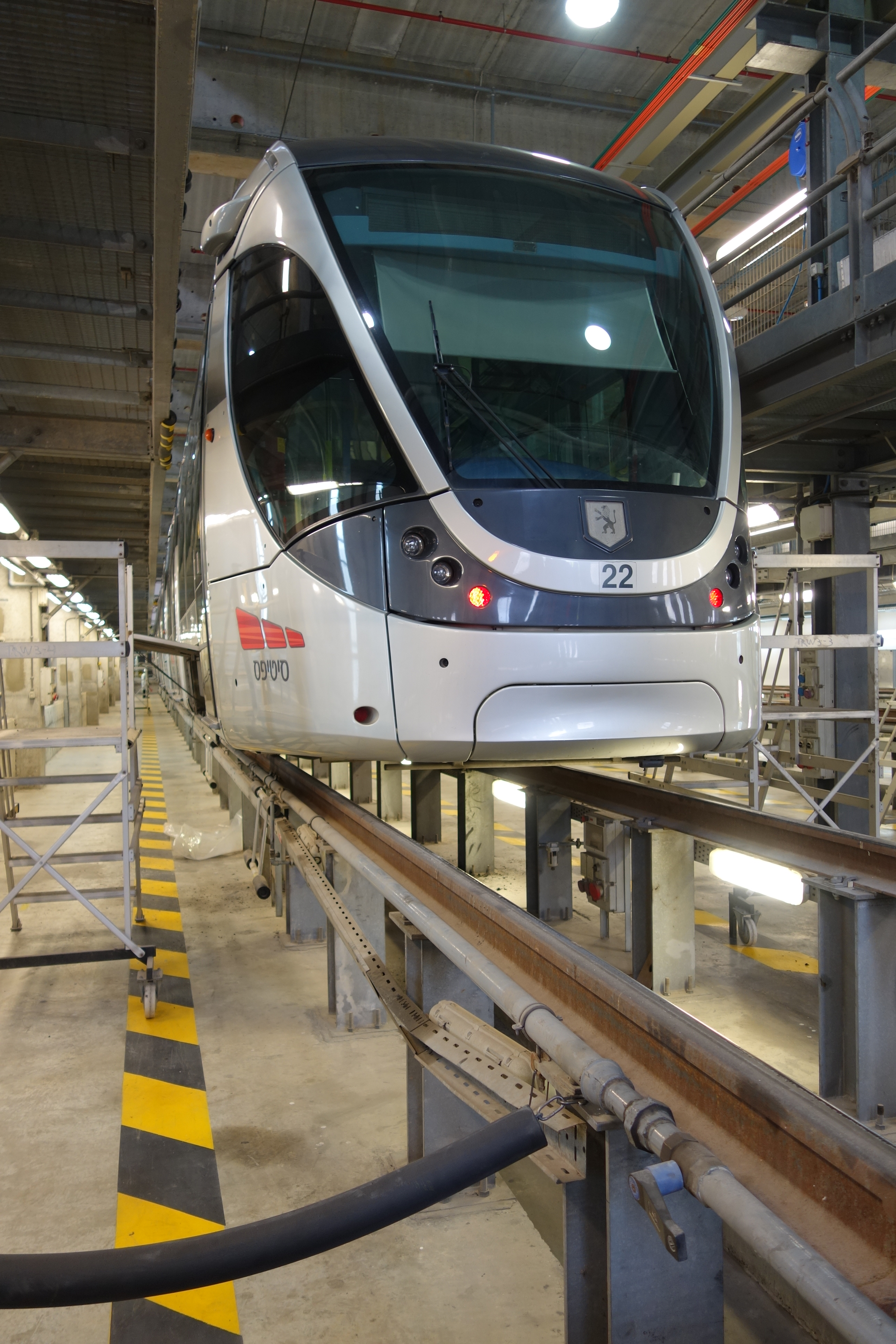
Werkstatt im Betriebshof „French Hill“

Die Stadtbahn Jerusalem fährt sonntags bis donnerstags von 5:30 Uhr bis 24:00 Uhr, freitags von 5:30 Uhr bis etwa eine Stunde vor Sabbatbeginn. Samstags abends verlassen etwa eine halbe Stunde nach Sabbatende die ersten Züge die Depots und fahren wieder bis 24 Uhr. Auch an jüdischen Feiertagen, die Arbeit verbieten wie Jom Kippur, steht die Bahn still, während sie an staatlichen Gedenktagen wie dem Schoʾah-Gedenktag und dem Jerusalemtag nur zeitweilig den Betrieb unterbricht.
Während unmittelbar nach der Eröffnung nur ein eingeschränkter Betrieb mit 14 Zügen zugelassen war, wurde die Zahl Ende November 2011 auf 18 erhöht. Dass die technische Sicherheit den Einsatz der vollen Anzahl von 21 Zügen erlaubt, wurde durch ein internationales Prüfungskonsortium Mitte Februar 2012 bestätigt. Gleichwohl waren noch immer nicht alle Lichtsignalanlagen im Betrieb (51 von 60 des Endausbaus) und auch die radiotechnischen Probleme noch nicht vollständig gelöst, was Probleme in der Betriebs- und Servicequalität mit sich bringt.
Im „Vollbetrieb“, der bisher noch nicht angeboten wird, soll die Stadtbahn in der Frühspitze alle 4½ Minuten, in der Nachmittagsspitze alle 5 Minuten, tagsüber alle 8 Minuten (freitags tagsüber alle 6 Minuten) und außerhalb dieser Zeiten alle 12 Minuten verkehren. Dabei sollen 42 Minuten Reisezeit (dies entspricht einer Reisegeschwindigkeit von etwa 20 km/h) von einem Endpunkt zum anderen bei planmäßigem Betrieb erreicht werden.

### Tarif
Die ursprünglich vorgesehene zweiwöchige Frist der kostenfreien Benutzung der Stadtbahn (gerechnet ab Betriebsaufnahme am 19. August 2011) wurde aufgrund der Probleme mit dem Fahrkartenverkaufssystem mehrmals verlängert. Erst ab dem 1. Dezember 2011 wurde die Benutzung der Stadtbahn kostenpflichtig. Einzelfahrscheine gelten 90 Minuten lang, sie müssen vor dem Betreten des Wagens an einem der Verkaufsautomaten erworben und unmittelbar nach dem Betreten des Wagens entwertet werden (Stempelaufdruck). Ein Fahrkartenverkauf in den Zügen ist nicht vorgesehen. Im Büro der Betreibergesellschaft CityPass im Central Bus Terminal kann kostenfrei eine wiederaufladbare Chipkarte namens RavKav erstanden werden, um Warteschlangen vor dem Ticketautomaten zu umgehen. Die jeweilige Fahrt wird auf der Chipkarte berührungsfrei an einer Säule im Inneren jedes Wagens entwertet.
Der ursprüngliche Verkaufspreis eines Einzelfahrscheines von 6,40 NIS wurde am 1. Januar 2012 auf 6,60 NIS (etwa 1,40 Euro) erhöht. Stand Oktober 2022 ist der Preis für eine Einzelfahrkarte 5,50 NIS. der größte von den Automaten akzeptierte Schein ist 20 NIS, ausländische Kreditkarten werden derzeit nicht akzeptiert. Kinder unter fünf Jahren sowie Soldaten können die Stadtbahn kostenfrei benutzen.
Mit der allgemeinen Tarifangleichung in ganz Israel im Jahr 2016 wurde auch der Fahrpreis für die Straßenbahn auf 5,90 NIS geändert. Außerdem ist es für alle RavKav-Besitzer jetzt auch mit Tages- oder Wochenkarten sowie mit Einzelfahrscheinen (bis 90 Minuten) möglich, zwischen Straßenbahn und Bus umzusteigen, ohne nochmals bezahlen zu müssen.
Die Kontrolldichte in den Wagen ist hoch. Einen Fahrschein nicht gelöst oder entwertet zu haben, kostet eine Geldbuße von 168,00 NIS (etwa 35 Euro). Ab Beginn des Jahres 2012 führte diese Geldbuße zu sehr vielen Beschwerden über nicht funktionierende Fahrkartenautomaten an den Stationen oder auch Entwerter in den Fahrzeugen, weil die Kontrolleure auch kleinlich und zu rüde aufträten. Insgesamt wurden 13.000 Geldbußen in den ersten vier Monaten des Jahres 2012 verhängt. Die massiven Beschwerden veranlassten den Bürgermeister Jerusalems, Nir Barkat, den israelischen Verkehrsminister Israel Katz aufzufordern, CityPass die Konzession zu entziehen.

## Fahrzeuge

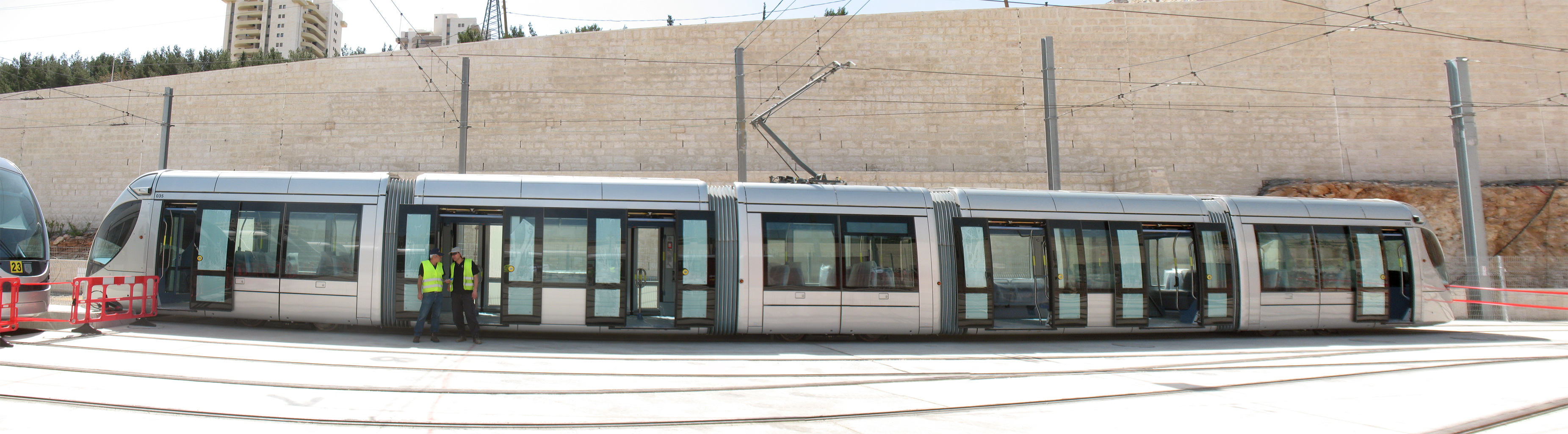
Citadis 302 für die JLRT im Depot Anata 2009

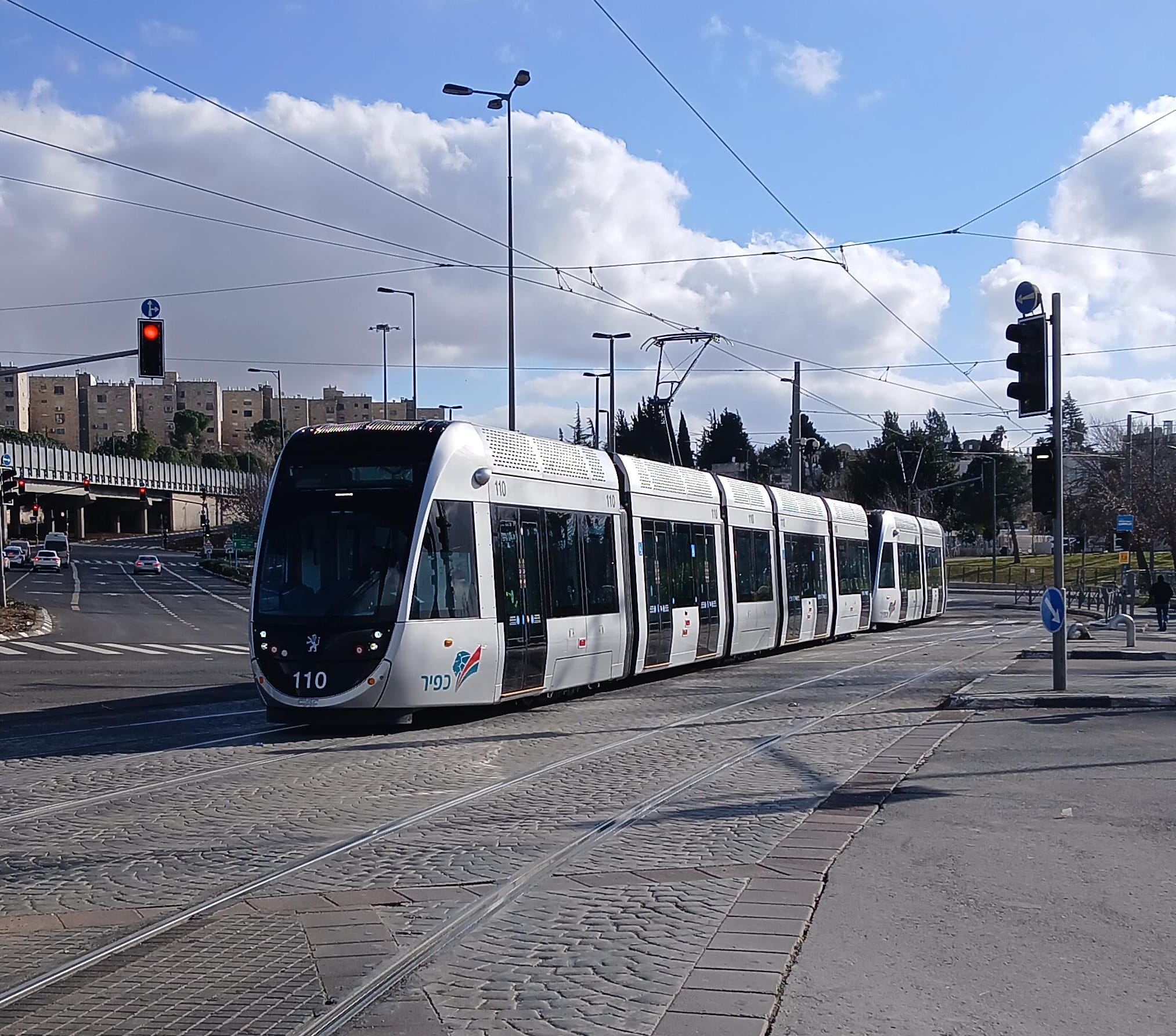
Urbos 100

### Citadis 302
Für den Betrieb sind insgesamt 46 fünfteilige Niederflurfahrzeuge des Typs Citadis 302 mit 32,516 Metern Länge vorgesehen, deren zwei jeweils miteinander fest verbunden sind. Um die im Streckennetz vorhandenen Steigungen bis neun Prozent bewältigen zu können, sind alle Achsen der Fahrzeuge angetrieben. Sie haben nach Angaben des Herstellers 56 Sitzplätze und zusätzlich acht Klappsitze sowie 164 Stehplätze (bei 4 Personen/m²), sind mit kugelsicheren Scheiben ausgerüstet und ihre mechanischen Teile wurden vollständig verkleidet.
Von den daraus gebildeten 23 Zügen kommen pro Tag maximal 21 in der Frühspitze zum Einsatz, das bedeutet, dass eine Verfügbarkeit von 95 Prozent garantiert werden muss. Die ersten 30 Fahrzeuge wurden 2008 ausgeliefert, am 7. Mai 2008 erreichte das erste Fahrzeug den Betriebshof in Anata.
Die Wartung der Fahrzeuge übernimmt Citadis Israel Maintenance im Betriebshof Anata.

### Urbos 100
Im Rahmen des weiteren Netzausbaus, insbesondere mit der grünen Linie, lieferte CAF von 2023 bis 2025 insgesamt 114 Fahrzeuge des Typs Urbos 3 bzw. Urbos 100. Diese sind wie die Citadis 302 als fünfteilige Multigelenkwagen konzipiert.

## Verbliebene Probleme und weitere Planungen
Im Mai 2010 wurde der neue Verkehrsplan durch die Stadt vorgestellt, der nach Aussage der Verantwortlichen den Rahmen für die nächsten fünf Jahre abstecken soll. Dabei wurde nicht nur die Verlängerung der jetzt existierenden Stadtbahnlinie als Teil des Programms vorgestellt, sondern darüber hinaus der Bau einer zweiten Stadtbahnlinie. Nach Pressedarstellung soll diese den Universitätscampus von Givʿat Ram mit dem von Mount Scopus verbinden. Da auf diese Weise auch das Regierungsviertel mit angebunden wird, entspräche dies zu großen Teilen der West-Ost-Linie aus dem Integrierten Verkehrsplan.
Bei der Eröffnung noch verbliebene Probleme, wie etwa Bevorrechtigung an Lichtsignalanlagen, Klimatisierung der Fahrzeuge, das Fahrkartenverkaufssystem sowie elektrische und nachrichtentechnische Probleme wurden als Voraussetzung für den „Vollbetrieb“ („full operation“) im Wesentlichen bis Januar 2012 gelöst. Gleichwohl bestehen noch erhebliche Probleme in der Servicequalität. Da aber entgegen der Ankündigung vor Eröffnung des Betriebes in den ersten Monaten des Jahres 2012 der parallele Busverkehr abgeschafft wurde, indem 54 Buslinien entweder ganz gestrichen oder nur mehr bis zu einer Haltestelle der Stadtbahn geführt worden sind, kommt es zu erheblichen Koordinationsproblemen an den Umsteigepunkten sowie für viele Fahrgäste durch das Umsteigen zu erheblichen Verlängerungen ihrer täglichen Reisezeit.
Die Verlängerungen im Norden nach Newe Yaʿaqov und im Süden zum Hadassah-Krankenhaus sind (Stand Oktober 2017) im Bau bereits weit fortgeschritten, der Bahnkörper weitgehend erstellt und die Straßen angepasst. Mit der Verlängerung wird die aus dem Integrierten Verkehrsplan vorgesehene Südwest-Nordwest-Linie fertiggestellt. Ende Dezember 2011 wurde die südliche Verlängerung bis Qirjat haJovel sowie ein Abzweig von der bisher bestehenden Linie bis Givʿat Schaʾul bewilligt (das entspricht einem Teil der West-Ost-Linie des Integrierten Verkehrsplanes). Bauseitig sollen diese aber in Eigenregie durch staatliche beziehungsweise städtische Unternehmen erstellt werden, ein neues Betreibermodell oder die Integration in das vorhandene wurde strikt abgelehnt.
Die bestehende Straßenbahnlinie wird um 6,8 km verlängert, und die 46 bestehenden Garnituren werden erneuert. Es wird eine neue Grüne Linie gebaut. Sie soll im Jahr 2024[veraltet] eröffnet werden und 20,6 km lang sein. An beiden Linien werden 53 neue Haltestellen gebaut. Für die grüne Linie werden 114 fünfteilige CAF Urbos geliefert. Sie sollen gewöhnlich in Doppeltraktion verkehren.

## Sicherheitsrelevante Vorfälle
Insgesamt ist die Stadtbahn seit ihrer schlussendlichen Inbetriebnahme ein für israelische Verhältnisse sehr erfolgreiches und konfliktarmes Projekt, das alle Bevölkerungsgruppen – orthodoxe Juden, Säkulare, Palästinenser, Christen und Araber, Einheimische und Touristen – gleichermaßen nutzen. Einige Beobachter bezeichnen sie daher sogar als friedenstiftende Maßnahme im öffentlichen Raum. Dennoch kommt es zu gelegentlichen Konflikten.
- Am 10. Oktober 2011 ging bei einem Steinwurf auf eine Straßenbahn deren Windschutzscheibe zu Bruch, Verletzte gab es nicht.[46]

- Am 15. März 2012 kam es erstmals zu einem Angriff auf einen Fahrgast: An der Haltestelle Beit Hanina im Norden Shu'afats stach ein Angreifer mit einem Messer mehrfach auf eine Soldatin ein und flüchtete. Sie überlebte dank glücklicher Umstände; Sicherheitspersonal war zu diesem Zeitpunkt nicht im Wagen zugegen.

- Bei einem Wintereinbruch mit Schneefall im Dezember 2013 musste die Stadtbahn zeitweise den Betrieb einstellen.

- Am 2. Juli 2014, als ein Schüler aus Shuʿafaṭ entführt und ermordet wurde, kam es in den von der Bahn durchfahrenen Stadtteilen Shuʿafaṭ und Beit Hanina zu Ausschreitungen, die die Einstellung des Betriebs in diesem Streckenabschnitt erforderten. Unter anderem gingen Haltestellen in Flammen auf.[47] Nach tagelangen Reparaturarbeiten konnte die ganze Strecke am 13. Juli wieder befahren werden.[48] Nach diesem Vorfall kam es in den arabischen Vierteln fast täglich zu Steinwürfen auf die Bahn, die dort zunehmend als Symbol der völkerrechtlich illegalen israelischen Besatzung betrachtet wird.[49]

- Am 22. Oktober 2014 verübte ein Ostjerusalemer einen Anschlag an der Haltestelle Ammunition Hill. Er fuhr mit dem Auto auf die Bahn verlassende Fahrgäste zu, wobei ein Säugling getötet wurde.[50][51]

- Am 5. November 2014 kam es zu einem ähnlichen Anschlag an der Haltestelle Schimʿon ha-Tsadiq, bei dem ein Grenzpolizist getötet wurde. Der Attentäter wurde von der Polizei auf den Gleisen erschossen.[52] Als Reaktion auf diese Anschläge wurden einige Haltestellen mit Betonblöcken gesichert.[53]